# Chikusichloa brachyathera
Chikusichloa brachyathera är en gräsart som beskrevs av Jisaburo Ohwi. Chikusichloa brachyathera ingår i släktet Chikusichloa och familjen gräs. Inga underarter finns listade i Catalogue of Life.